# Filialkirche Gletschach

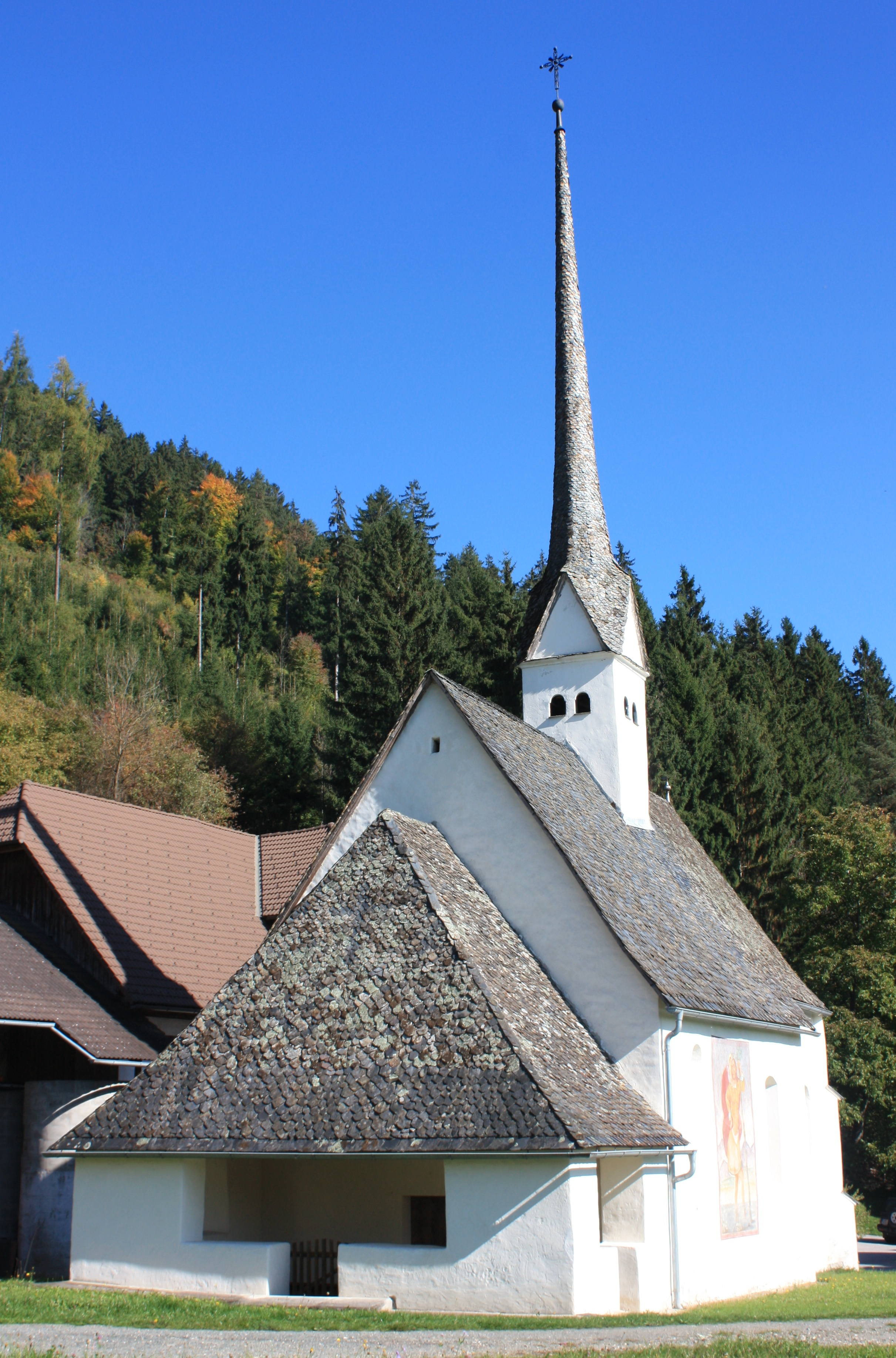
Filialkirche Gletschach

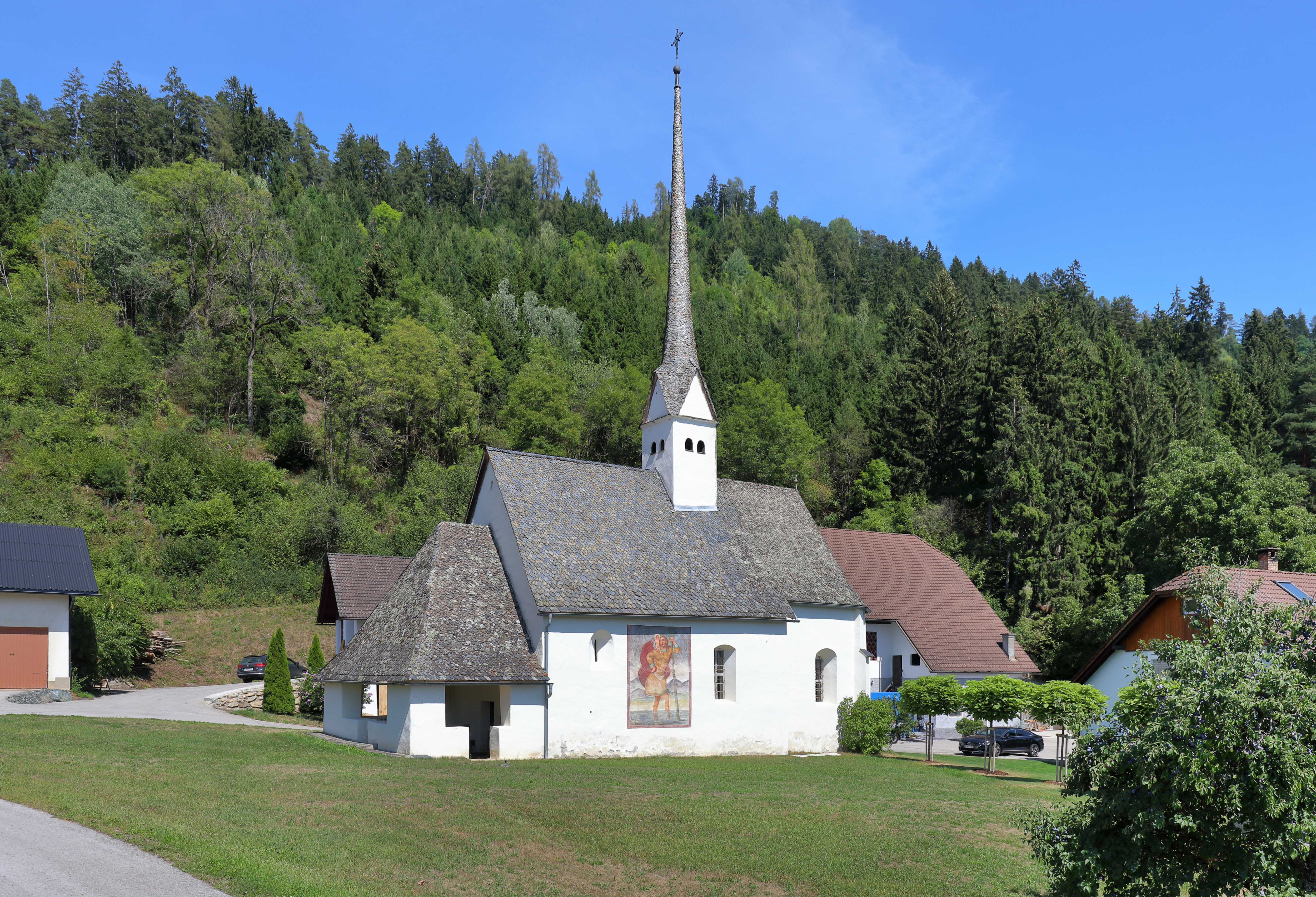
Südwestansicht der Filialkirche

Die Filialkirche Gletschach am Westrand der Ortschaft Gletschach in der Gemeinde Griffen ist dem heiligen Thomas geweiht. Sie wurde 1238 erstmals urkundlich erwähnt. Das Kirchengebäude steht unter Denkmalschutz (Listeneintrag).

## Architektur und Ausstattung
Die Kirche ist ein kleiner Bau mit romanischem Langhaus und gotischem Chor. Der einjochige mit 3/8-Schluss versehene Chor ist bis zur Höhe des Traufgesimses mit dreistufigen Strebepfeilern ausgestattet. 
Der Dachreiter hat einen schlanken Spitzhelm. Westlich schließt eine gemauerte Vorlaube mit Natursteinplatten, die wie Schindeln verlegt sind, an.
An der südlichen Außenwand findet sich ein Christophorus-Fresko.
Das von einem Kreuzrippengewölbe überspannte Langhaus ist flachgedeckt und mit zwei kleinen romanischen Fenstern versehen.
Der Triumphbogen, der den Chor vom Langhaus trennt, ist rundbogig. 
Auf dem ca. 1725 errichteten Der Hochaltar steht eine Figur des heiligen Thomas. Der rechte Seitenaltar mit einer Figur des heiligen Antonius entstand um 1750. Die Kanzel stammt aus der ersten Hälfte des 18. Jahrhunderts. Der Altarrahmen in der Vorlaube entstand im ersten Viertel des 17. Jahrhunderts.